# Bente Troense
Bente Troense (født 27. marts 1942 i Aarhus) er en dansk journalist.
Troense er uddannet lærer i dansk og historie, men har især virket som journalist. 1973–90 var hun ansat i DR som journalist, programtilrettelægger og studievært, hvor hun bl.a. stod bag de populære programmer Leksikassen og Søndagskvisten. 1990 skiftede hun til TV2, hvor hun indtil 2004 var programredaktør og dokumentarchef. 2004 blev hun udviklingschef på produktionsselskabet Sydproduktion ApS i Kolding.
Hun har skrevet en række børnebøger, essaysamlinger og erindringsbøger.
Bente Troense modtog i 2001 en ærespris fra Arbejdernes Radio- og Fjernsynsforbund.

## Forfatterskab
- Græske guder, Aschehoug 1980.
- Græske helte, Aschehoug 1982.
- Spørg bare, Carlsen if 1986. ISBN 91-510-4554-0
- Baglæns og på høje hæle, Aschehoug 2002. ISBN 87-11-11568-8